# 2023년 8월
| 2023년: 1월 · 2월 · 3월 · 4월 · 5월 · 6월 · 7월 · 8월 · 9월 · 10월 · 11월 · 12월 |

| \| 2023년 8월 1일 (화요일) \| \| 편집 \| |  |      |
| 경제와 비즈니스 - 국제신용평가기관 피치가 미국의 신용등급을 'AAA'에서 'AA+'로 하향 조정하였다. 문화와 예술 - 세계 스카우트 잼버리: 제25회 세계 스카우트 잼버리가 대한민국 전라북도 부안군 새만금에서 개최되었다. 사고와 재해 - 대한민국 정부가 오후 6시에 폭염 위기경보 수준을 심각으로 조정했다. |  |      |
| 2023년 8월 1일 (화요일) |  | 편집 |

| 2023년 8월 1일 (화요일) |  | 편집 |

| \| 2023년 8월 2일 (수요일) \| \| 편집 \| |  |      |
|                                          |  |      |
| 2023년 8월 2일 (수요일)                  |  | 편집 |

| 2023년 8월 2일 (수요일) |  | 편집 |

| \| 2023년 8월 3일 (목요일) \| \| 편집 \| |  |      |
|                                          |  |      |
| 2023년 8월 3일 (목요일)                  |  | 편집 |

| 2023년 8월 3일 (목요일) |  | 편집 |

| \| 2023년 8월 4일 (금요일) \| \| 편집 \| |  |      |
|                                          |  |      |
| 2023년 8월 4일 (금요일)                  |  | 편집 |

| 2023년 8월 4일 (금요일) |  | 편집 |

| \| 2023년 8월 5일 (토요일) \| \| 편집 \| |  |      |
|                                          |  |      |
| 2023년 8월 5일 (토요일)                  |  | 편집 |

| 2023년 8월 5일 (토요일) |  | 편집 |

| \| 2023년 8월 6일 (일요일) \| \| 편집 \| |  |      |
|                                          |  |      |
| 2023년 8월 6일 (일요일)                  |  | 편집 |

| 2023년 8월 6일 (일요일) |  | 편집 |

| \| 2023년 8월 7일 (월요일) \| \| 편집 \| |  |      |
|                                          |  |      |
| 2023년 8월 7일 (월요일)                  |  | 편집 |

| 2023년 8월 7일 (월요일) |  | 편집 |

| \| 2023년 8월 8일 (화요일) \| \| 편집 \| |  |      |
|                                          |  |      |
| 2023년 8월 8일 (화요일)                  |  | 편집 |

| 2023년 8월 8일 (화요일) |  | 편집 |

| \| 2023년 8월 9일 (수요일) \| \| 편집 \| |  |      |
| 사고와 재해 - 미국 하와이주의 마우이섬에서 대형 산불이 발생하였다. 이틀 전 시작된 불씨가 허리케인 도라(Dora)의 영향으로 크게 번졌다. 라하이나 일대 지역이 큰 피해를 입었다. 최소 36명 이상이 숨졌으며, 270채 이상의 건축물이 파괴되거나 반파되고 항구에 정박 중이던 선박들이 전소된 것으로 알려졌다. 정치와 선거 - 에콰도르의 정치인 페르난도 비야비센시오가 괴한의 총격으로 숨졌다. |  |      |
| 2023년 8월 9일 (수요일) |  | 편집 |

| 2023년 8월 9일 (수요일) |  | 편집 |

| \| 2023년 8월 10일 (목요일) \| \| 편집 \| |  |      |
|                                           |  |      |
| 2023년 8월 10일 (목요일)                  |  | 편집 |

| 2023년 8월 10일 (목요일) |  | 편집 |

| \| 2023년 8월 11일 (금요일) \| \| 편집 \| |  |      |
|                                           |  |      |
| 2023년 8월 11일 (금요일)                  |  | 편집 |

| 2023년 8월 11일 (금요일) |  | 편집 |

| \| 2023년 8월 12일 (토요일) \| \| 편집 \| |  |      |
|                                           |  |      |
| 2023년 8월 12일 (토요일)                  |  | 편집 |

| 2023년 8월 12일 (토요일) |  | 편집 |

| \| 2023년 8월 13일 (일요일) \| \| 편집 \| |  |      |
|                                           |  |      |
| 2023년 8월 13일 (일요일)                  |  | 편집 |

| 2023년 8월 13일 (일요일) |  | 편집 |

| \| 2023년 8월 14일 (월요일) \| \| 편집 \| |  |      |
|                                           |  |      |
| 2023년 8월 14일 (월요일)                  |  | 편집 |

| 2023년 8월 14일 (월요일) |  | 편집 |

| \| 2023년 8월 15일 (화요일) \| \| 편집 \| |  |      |
|                                           |  |      |
| 2023년 8월 15일 (화요일)                  |  | 편집 |

| 2023년 8월 15일 (화요일) |  | 편집 |

| \| 2023년 8월 16일 (수요일) \| \| 편집 \| |  |      |
|                                           |  |      |
| 2023년 8월 16일 (수요일)                  |  | 편집 |

| 2023년 8월 16일 (수요일) |  | 편집 |

| \| 2023년 8월 17일 (목요일) \| \| 편집 \| |  |      |
|                                           |  |      |
| 2023년 8월 17일 (목요일)                  |  | 편집 |

| 2023년 8월 17일 (목요일) |  | 편집 |

| \| 2023년 8월 18일 (금요일) \| \| 편집 \| |  |      |
|                                           |  |      |
| 2023년 8월 18일 (금요일)                  |  | 편집 |

| 2023년 8월 18일 (금요일) |  | 편집 |

| \| 2023년 8월 19일 (토요일) \| \| 편집 \| |  |      |
| 과학과 기술 - 미국의 컴퓨터 과학자 존 워녹이 숨을 거두었다. 워녹은 1982년 찰스 게스케(Charles Geschke, 1939~2021)와 함께 어도비 시스템즈(Adobe Systems Incorporated)를 설립한 인물이다. |  |      |
| 2023년 8월 19일 (토요일) |  | 편집 |

| 2023년 8월 19일 (토요일) |  | 편집 |

| \| 2023년 8월 20일 (일요일) \| \| 편집 \| |  |      |
|                                           |  |      |
| 2023년 8월 20일 (일요일)                  |  | 편집 |

| 2023년 8월 20일 (일요일) |  | 편집 |

| \| 2023년 8월 21일 (월요일) \| \| 편집 \| |  |      |
|                                           |  |      |
| 2023년 8월 21일 (월요일)                  |  | 편집 |

| 2023년 8월 21일 (월요일) |  | 편집 |

| \| 2023년 8월 22일 (화요일) \| \| 편집 \| |  |      |
|                                           |  |      |
| 2023년 8월 22일 (화요일)                  |  | 편집 |

| 2023년 8월 22일 (화요일) |  | 편집 |

| \| 2023년 8월 23일 (수요일) \| \| 편집 \| |  |      |
|                                           |  |      |
| 2023년 8월 23일 (수요일)                  |  | 편집 |

| 2023년 8월 23일 (수요일) |  | 편집 |

| \| 2023년 8월 24일 (목요일) \| \| 편집 \| |  |      |
|                                           |  |      |
| 2023년 8월 24일 (목요일)                  |  | 편집 |

| 2023년 8월 24일 (목요일) |  | 편집 |

| \| 2023년 8월 25일 (금요일) \| \| 편집 \| |  |      |
|                                           |  |      |
| 2023년 8월 25일 (금요일)                  |  | 편집 |

| 2023년 8월 25일 (금요일) |  | 편집 |

| \| 2023년 8월 26일 (토요일) \| \| 편집 \| |  |      |
| 과학과 기술 - 일론 머스크가 설립한 미국의 우주기업 스페이스X의 '크루 드래곤' 유인 우주선이 플로리다주 케네디 우주 센터에서 오전 3시 27분에 발사되었다. 4명의 우주비행사가 탑승해 7번째 수송 임무 '크루 7'을 수행 중인 크루 드래곤은 다음날인 27일 오전 9시 16분(EDT) 국제우주정거장과 도킹에 성공하였다. |  |      |
| 2023년 8월 26일 (토요일) |  | 편집 |

| 2023년 8월 26일 (토요일) |  | 편집 |

| \| 2023년 8월 27일 (일요일) \| \| 편집 \| |  |      |
|                                           |  |      |
| 2023년 8월 27일 (일요일)                  |  | 편집 |

| 2023년 8월 27일 (일요일) |  | 편집 |

| \| 2023년 8월 28일 (월요일) \| \| 편집 \| |  |      |
|                                           |  |      |
| 2023년 8월 28일 (월요일)                  |  | 편집 |

| 2023년 8월 28일 (월요일) |  | 편집 |

| \| 2023년 8월 29일 (화요일) \| \| 편집 \| |  |      |
|                                           |  |      |
| 2023년 8월 29일 (화요일)                  |  | 편집 |

| 2023년 8월 29일 (화요일) |  | 편집 |

| \| 2023년 8월 30일 (수요일) \| \| 편집 \| |  |      |
|                                           |  |      |
| 2023년 8월 30일 (수요일)                  |  | 편집 |

| 2023년 8월 30일 (수요일) |  | 편집 |

| \| 2023년 8월 31일 (목요일) \| \| 편집 \|                                                                                   |  |      |
| 사건 - SAST 기준으로 새벽 1시 30분, 요하네스버그에서 빌딩에 화재가 발생하여, 현재까지 77명이 숨지고 88명의 중화상을 입었다. |  |      |
| 2023년 8월 31일 (목요일) |  | 편집 |

| 2023년 8월 31일 (목요일) |  | 편집 |

| <          | 2023년 8월 | 2023년 8월  | 2023년 8월  | 2023년 8월 | 2023년 8월 | >          |
| 일         | 월         | 화          | 수          | 목         | 금         | 토         |
|            |            | 1 6.15 신묘 | 2 16 임진   | 3 17 계사  | 4 18 갑오  | 5 19 을미  |
| 6 20 병신  | 7 21 정유  | 8 22 무술   | 9 23 기해   | 10 24 경자 | 11 25 신축 | 12 26 임인 |
| 13 27 계묘 | 14 28 갑진 | 15 29 을사  | 16 7.1 병오 | 17 2 정미  | 18 3 무신  | 19 4 기유  |
| 20 5 경술  | 21 6 신해  | 22 7 임자   | 23 8 계축   | 24 9 갑인  | 25 10 을묘 | 26 11 병진 |
| 27 12 정사 | 28 13 무오 | 29 14 기미  | 30 15 경신  | 31 16 신유 |            |            |

| - 2023년 - 7월 - 8월 - 9월 편집하기 |